# Fábrica de Papel Loreto y Peña Pobre
La Fábrica de Papel Loreto y Peña Pobre operó por separado como la Fábrica de Papel Loreto desde su apertura en 1825 hasta la unificación con la Fábrica de Papel Peña Pobre en 1929. Juntas fungieron como una sola fábrica de papel hasta su cierre en 1992 con el objetivo de convertirlo en una plaza comercial. La fábrica sufrió varias tragedias que finalmente llevaron a su compra en 1984 por Grupo Carso, y su conversión a una plaza comercial en 1992.
La Plaza Loreto es una de las múltiples construcciones que entrelazan la modernidad con el pasado. Actualmente es una plaza comercial cuya propiedad le pertenece al Grupo Carso. Anteriormente, dichos edificios fueron el inmueble de la Fábrica de Papel Loreto y Peña Pobre S.A. Sin embargo, gracias a un adecuado trabajo de conservación, los recintos se han preservado.

## Historia
El terreno fue originariamente de Hernán Cortés y fue heredado por su hijo Martín Cortés. En estas tierras se instaló un molino de trigo, el Molino de Miraflores. Sin embargo la producción de papel no comenzó sino hasta el siglo XVIII en el año 1759 bajo el nombre Molino de Loreto.
El mismo molino siguió operando a lo largo del siglo XIX. En 1825, después de la independencia de México, se convirtió en la Fábrica de Papel, la primera del México Independiente. Desafortunadamente en 1905, un incendio destruyó el inmueble y unos meses después el, 13 de octubre del mismo año, la adquiere el alemán Alberto Lenz el fundador. Lo único que quedó utilizable tras el incendio fueron dos calderas, por lo que hubo la necesidad de remodelar la mayoría de las instalaciones.
A partir de esta fecha se construyeron varios inmuebles que hoy en día siguen en pie con su fecha de instalación grabada.La familia Lenz vivió en lo que hoy es La Taberna del León. Además, mandó construir casas para los trabajadores en los terrenos aledaños de la plaza. Poco después de un año, Lenz logró sacar la producción de papeles delgados, luego de apoyar a sus empleados con servicios médicos y buenas atenciones.
La fábrica pasó por momentos difíciles durante el siglo XX. Un año después de su arranque, fue necesario perforar un pozo de agua ya que el río Magdalena ya no cumplía con las especificaciones. También se compró una nueva máquina para la fabricación de papel china, la Supercalandria, localizada actualmente en el Bar Sanborns.

## Galería
|                                   |
| Vista de calle aledaña Altamirano |

|                               |
| Vista de la explanada central |

|                                  |
| Rueda de la máquina de impresión |

|                      |
| Máquina de impresion |

|          |
| Rodillos |

|                          |
| Entrada al Museo Soumaya |

### Tiempo después
Después de los conflictos bélicos de la decena trágica, durante la Primera Guerra Mundial, el periodo revolucionario y la Segunda Guerra Mundial, la obtención de las materias primas se hacía cada vez más difícil; los Villistas y Zapatistas ocuparon las instalaciones como refugio y en un tiroteo provocaron destrozos en el edificio que actualmente alberga Mix up, destruyendo activos importantes.
Para solucionar el abastecimiento de materia prima, se instalaron viveros como el Cruces, Peña Pobre, La Venta y Albero Lenz. El fin era reemplazar el petróleo y carbón por madera. Estos terrenos contaban con programas de reforestación adecuados y plantas para procesar la madera.

En 1924 cuando Calles ganó la presidencia, se le facilitó a Lenz la compra de la Fábrica de Papel Peña Pobre. Luego fusiona la fábrica de Loreto y Peña Pobre en 1929. Después de realizar una serie de nuevas inversiones de equipo y otros cambios, Alberto Lenz murió el 16 de diciembre de 1951. En 1953 se develó una placa conmemorativa que hoy se localiza entre la Taberna del León y el Foro Abierto.  

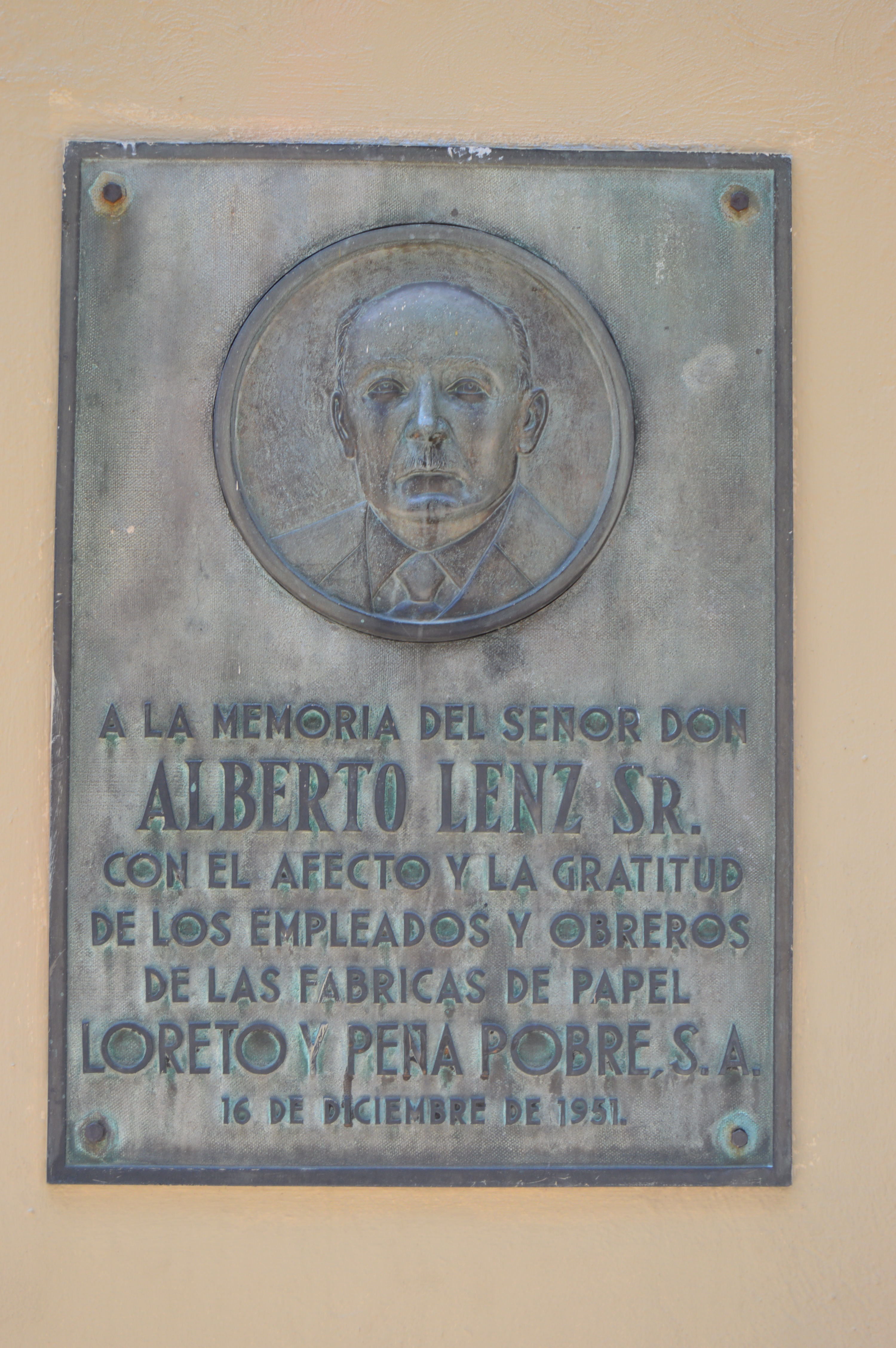

Finalmente, en 1984 Asociación Carso adquirió las Fábricas de Papel Loreto y Peña Pobre y siguió operando hasta 1992.